# Agrotis longicalvoa
Agrotis longicalvoa is een vlinder uit de familie uilen (Noctuidae). De wetenschappelijke naam van deze soort is voor het eerst geldig gepubliceerd in 1913 door de Joannis.
De soort komt voor in tropisch Afrika.